# Maruha Nichiro Holdings
K.K. Maruha Nichiro Holdings (jap. 株式会社マルハニチロホールディングス, Kabushiki kaisha Maruha Nichiro Hōrudingusu), gelistet im Nikkei 225, ist das weltweit größte Fischereiunternehmen. Hauptkonkurrenten in Japan sind Nissui und Kyokuyō.

## Geschichte
Die Holding wurde 2004 als K.K. Maruha Group Honsha (株式会社マルハグループ本社) um das 1943 gegründete Kernunternehmen Maruha K.K. (マルハ株式会社; bis 1943 Nishi-Taiyō Gyogyō Tōsei K.K. (西太平洋漁業統制株式会社), bis 1945 Taiyō Gyogyō K.K. (太平洋漁業株式会社)) eingerichtet. Mit der Fusion mit der K.K. Nichiro (株式会社ニチロ) im Jahre 2007 erfolgte die Umbenennung zur K.K. Maruha Nichiro Holdings.

## Unternehmensstruktur
Unter dem Dach der Holdinggesellschaft befinden sich insgesamt 204 Gesellschaften aus den Bereichen Finanzen, Handel, Fischerei, Aquakultur von Schrimps, Aquakultur von Lachs und Thunfisch, Meeresfrüchte und verarbeitete Lebensmittel. Die Kernunternehmen sind dabei:
- K.K. Maruha Nichiro Suisan (株式会社マルハニチロ水産, engl. Maruha Nichiro Seafoods, Inc.), frühere Maruha K.K.
- K.K. Maruha Nichiro Shokuhin (株式会社マルハニチロ食品, engl. Maruha Nichiro Foods, Inc.), frühere K.K. Nichiro
- K.K. Maruha Nichiro Chikusan (株式会社マルハニチロ畜産, engl. Maruha Nichiro Meat and Products, Inc.)
- K.K. Maruha Nichiro Butsuryū (株式会社マルハニチロ物流, engl. Maruha Nichiro Logistics, Inc.)
- K.K. Maruha Nichiro Management (株式会社マルハニチロマネジメント)